# Luigi Apolloni
Luigi Apolloni (Frascati, 1967. május 2. –) olasz válogatott labdarúgó, edző.

## Pályafutása

### Klubcsapatban
Pályafutását a Lodigiani csapatában kezdte 1983-ban, amely ekkor a negyedosztályban szerepelt. Egy évvel később a Pistoiesehez került és két évet eltöltve itt vált profi labdarúgóvá. Újabb egy év következett ezúttal a AC Reggiana színeiben, majd 1987-ben a Parma igazolta le. Hamar kulcsjátékossá vált újdonsült csapatában és nem kis részben járult hozzá, a Parma sikerkorszakához. 1992-ben az olasz-kupát nyerték meg, 1993-ban a Kupagyőztesek Európa-kupája, mellett az UEFA-szuperkupa serlegét is elhódították. Ezt követte két UEFA-kupa siker, 1995-ben és 1999-ben. Az olasz kupát és az olasz szuperkupát szintén megnyerték 1999-ben. Még ezen a nyáron kölcsönbe került a Hellas Verona csapatához, majd egy évvel később leigazolták. Több csapatban már nem játszott, innen vonult vissza az aktív játéktól 2001-ben.

### A válogatottban
1994 és 1996 között 15 alkalommal szerepelt az olasz válogatottban. Részt vett az 1994-es világbajnokságon, ahol bejutottak a döntőbe és az 1996-os Európa-bajnokságon.

## Sikerei, díjai

### Játékosként
Parma
- Olasz kupa (2): 1991–92, 1998–99
- Olasz szuperkupa (1): 1999
- UEFA-kupa (2): 1994–95, 1998–99
- Kupagyőztesek Európa-kupája (1): 1992–93
- UEFA-szuperkupa (1): 1993

Olaszország
- Világbajnoki döntős (1): 1994

### Edzőként
Gorica
- Szlovén kupa (1): 2013–14

## Külső hivatkozások
- Luigi Apolloni – a FIFA adatbázisában
- Luigi Apolloni adatlapja a National-Football-Teams.com oldalon (angolul)

- Luigi Apolloni (angol nyelven). FootballDatabase.eu
- Luigi Apolloni (angol nyelven). eu-football.info
- Luigi Apolloni (olasz nyelven). figc.it, FIGC. [2017. november 7-i dátummal az eredetiből archiválva]. (Hozzáférés: 2018. február 18.)